# Кара-Кульджа (село)
Кара-Кульджа (кирг. Кара-Кулжа, Каракулжа) — село в Ошской области Кыргызстана. Административный центр Кара-Кульджинского района.

## География
Расположен в горной местности, в долине реки Каракульджа (приток Карадарьи).
В долине господствует континентальный климат с продолжительной не очень холодной зимой и тёплым летом.

## Известные уроженцы, жители
В результате состоявшихся в Кыргызстане 15 октября 2017 года президентских выборов уроженец села Сооронбай Жээнбеков избран Президентом Кыргызстана.
В селе родился экс-муфтий мусульман Республики Кыргызстан Максатбек ажы Токтомушевич Токтомушев.

## Инфраструктура
Основа экономики — сельское хозяйство.
Сельскохозяйственные организации Кара-Кульджи специализируются на выращивании зерновых и кормовых культур, а также животноводстве. Учреждения Кара-Кульджи представлены сельской консультационной службой, управлением по землеустройству и регистрации прав на недвижимость, отделениями банков и сотовых операторов.
В селе открыта новая мечеть, которая рассчитана на 300 мест. Есть колбасный и убойный цеха, предприятие по изготовлению тушенок, школа и детский сад.

## Достопримечательности
Недалеко от села находится Кара-Дарьинское городище (III—IV вв. до н. э.) и городище Шоро-Башат (площадь около 70 га, IV—V вв. до н. э.) с обширными руинами времен Кушанского царства.
В южной части села находится лесной массив «парк Мира».

## Транспорт
Автодорога ЭМ-19